# Gamétange
Un gamétange est une structure végétale qui produit et qui contient des gamètes. Les gamétanges se rencontrent uniquement chez les Archégoniates (chez les fougères, les mousses, les angiospermes et les gymnospermes).
Le gamétange est constitué d'une ou plusieurs assises cellulaires stériles (tissu stérile) protégeant les cellules mères des spores (tissu fertile).
- Le gamétange mâle est appelé anthéridie.
- Le gamétange femelle est l'archégone.

## Problème lié à la traduction du terme anglaisgametangium
Le terme anglais gametangium regroupe à la fois les termes français gamétanges et les gamétocystes.